# Luigi Roberto Cona
Luigi Roberto Cona (Niscemi, 10 de noviembre de 1965) es un eclesiástico y diplomático católico italiano. Es el actual nuncio apostólico en El Salvador.

## Biografía
Luigi Roberto nació el 10 de noviembre de 1965, en la comuna italiana de Niscemi.
Después de graduarse de la escuela en 1984, estudió Filosofía y Teología en el Instituto Teológico San Paolo en Catania.
Obtuvo la licenciatura en Teología dogmática, por la Pontificia Universidad Gregoriana, en septiembre de 1991.
Además, en enero de 1999 con la tesis: Il nesso tra lo Spirito Santo, l'eucaristia e la Chiesa nella teologia cattolica più recente ("La conexión entre el Espíritu Santo, la Eucaristía y la Iglesia en la teología católica moderna”), obtuvo el doctorado en Teología dogmática, en la Pontificia Universidad Gregoriana.
También, tuvo su formación diplomática en la Academia Pontificia Eclesiástica.
Es políglota, ya que sabe: español, inglés, francés y portugués.

### Sacerdocio
Su ordenación sacerdotal fue el 28 de abril de 1990, en la Catedral de Piazza Armerina, a manos del obispo Vincenzo Cirrincione.
Como sacerdote desempeñó los siguientes ministerios:
- Párroco de Santa Maria d'Itria en Piazza Armerina (1991-2001).
- Miembro del Consejo Presbiteral de Piazza Armerina.[4]

#### Diplomacia
El 1 de julio de 2003, ingresó al servicio diplomático de la Santa Sede.
Sirvió en las Nunciaturas de Panamá (2003-2006), Portugal (2006-2008), Guinea Ecuatorial y Camerún (2008-2011), Marruecos (2012-2014), Jordania e Irak (2014-2017) y en Turquía y Turkmenistán (2017-2018).
En 2006, el papa Benedicto XVI le otorgó el título de Capellán de Su Santidad. El 11 de noviembre de 2016, el papa Francisco le otorgó el título de Prelado de honor de Su Santidad.

#### Curia romana
A partir de 2018, se desempeñó como consejero en la Nunciatura Apostólica en Italia, en la Sección de Asuntos Generales de la Secretaría de Estado, de la cual pasó a ser asesor el 24 de octubre de 2019.
- Presidente del Comité de Seguridad Financiera (CoSiFi) de la Curia romana (2019-2022).[6]

### Episcopado
El 26 de octubre de 2022, el papa Francisco lo nombró Arzobispo Titular de Oppidum Consilinum y Nuncio Apostólico en El Salvador. Fue consagrado el 2 de diciembre del mismo año, en la Basílica de San Pedro, a manos del cardenal Pietro Parolin.

## Obras
- Il nesso tra lo Spirito Santo, l’eucaristia e la Chiesa nella teologia cattolica più recente. Roma, 2003 OCLC 179847200